# Oliver Wolcott
Oliver Wolcott (ur. 20 listopada 1726 roku, zm. 1 grudnia 1797 roku) – amerykański żołnierz i polityk, jeden z ojców-założycieli Stanów Zjednoczonych.
W latach 1776–1778 i 1780-1783 uczestniczył w obradach Kongresu Kontynentalnego. Był jednym z sygnatariuszy artykułów konfederacji i wieczystej unii oraz deklaracji niepodległości Stanów Zjednoczonych.
W latach 1786–1796 był wicegubernatorem Connecticut. W 1796 roku został wybrany gubernatorem tego stanu. Funkcję tę piastował aż do śmierci 1 grudnia 1797 roku.
Jego syn, Oliver Wolcott Jr., był również gubernatorem stanu Connecticut, a także sekretarzem skarbu w gabinetach prezydentów George’a Washingtona i Johna Adamsa.